# Red Tape
A Red Tape az Atlanta Rhythm Section ötödik nagylemeze, amely 1976-ban jelent meg.

## Az album dalai
1. Jukin
2. Mixed Emotions
3. Shanghied
4. Police!Police!
5. Beautiful Dreamer
6. Oh What a Feeling
7. Free Spirit
8. Another Man's Woman

## Közreműködött
- Barry Bailey — gitár
- Buddy Buie — ének
- J.R. Cobb — gitár, háttérvokál
- Dean Daughtry — billentyűs hangszerek
- Paul Goddard — basszusgitár
- Ronnie Hammond — ének és háttérvokál
- Robert Nix — dob, ütőhangszerek, háttérvokál

Produkció
- Producer: Buddy Buie
- Hangmérnök: Rodney Mills